# Chiril Gaburici
Chiril Gaburici (* 23. listopad 1976 Logănești) je moldavský obchodník a politik, představitel pravicové prozápadní Liberálně-demokratické strany Moldavska (Partidul Liberal Democrat din Moldovav). V období 18. února 2015 až 22. června 2015 byl premiérem Moldavska.
Ve funkci premiéra především vyzýval k vyřešení skandálu „ztracené miliardy dolarů“. Ten propukl ve chvíli, kdy moldavská centrální banka zjistila, že tři soukromé banky – Banca de Economii, Banca Sociala a Unibank – které obhospodařují třetinu bankovních aktiv země, poskytly těsně před volbami půjčky v celkové výši jedné miliardy dolarů, což představuje 15 procent hrubého domácího produktu Moldavska, přičemž příjemce půjček se nepodařilo dohledat a peníze tak byly pravděpodobně ukradeny.
Rezignoval ve chvíli, kdy generální prokurátor Makedonie zahájil vyšetřování ve věci padělání jeho vysokoškolského diplomu a maturitního vysvědčení.
Před vstupem do politiky byl Gaburici vysokým manažerem v moldavské telekomunikační firmě Moldcell, později ázerbájdžánské firmě Azercell.